# Bilzingsleben
Bilzingsleben est une ancienne commune allemande de l'arrondissement de Sömmerda, Land de Thuringe.

## Géographie
Bilzingsleben se situe sur la Wipper, un affluent de l'Unstrut.
| Kyffhäuserland | Bad Frankenhausen |            |
| Oberbösa       | Bilzingsleben     | Oldisleben |
| Frömmstedt     | Kindelbrück       | Kannawurf  |

La commune comprend Bilzingsleben et Düppel.

## Histoire
À 1,5 km au sud de Bilzingsleben, dans l'ancienne carrière, on a découvert les restes d'un d'étape de chasseurs du Paléolithique. Ce lieu est l'un des sites les plus importants en Europe. Les premières mentions de mâchoires et de dents fossiles datent de 1710. Les vestiges d'Homo erectus sont estimés à un âge d'environ 370 000 ans. En plus du travail du silex, on trouve aussi en grande quantité des objets prouvant le dépeçage des animaux, le travail du bois, des huttes et l'usage du feu ainsi que la chasse au gros gibier (rhinocéros, éléphants, aurochs, sangliers, cerfs, chevreuils, bisons, chevaux), récolte du miel sauvage, de la résine, des noix, de baies et d’écorce, pêche.
Bilzingsleben est mentionné pour la première fois en 1174.
Bilzingsleben est la scène d'une chasse aux sorcières entre 1669 et 1674. Une femme subit un procès et est brûlée.

## Personnalités liées à la commune
- Maison de Bültzingslöwen, famille noble de Thuringe
- Georg Wilhelm von Kirsch (1752–1829), hébraïste
- Ronald Weidemann (né en 1931), diplomate est-allemand